# Fehl-Ritzhausen
Fehl-Ritzhausen là một đô thị thuộc một ‘‘Verbandsgemeinde’’ - ở huyện Westerwald trong bang Rheinland-Pfalz, Đức. Đô thị Fehl-Ritzhausen có diện tích 4,02 km².
Đô thị này nằm ở Westerwald giữa Limburg và Siegen. 